# Thomas Vermaelen
Thomas Vermaelen, belgijski nogometaš, * 14. november 1985, Kapellen, Belgija.
Vermaelen je nekdanji nogometaš, ki je na položaju branilca igral za Ajax, RKC Waalwijk, Barcelono, Romo in Vissel Kobe, bil je tudi kapetan belgijske nogometne reprezentance.

## Klubska kariera

### Začetki
Vermaelen je začel kariero pri belgijskem klubu Germinal Ekeren, ki se je po združitvi preimenoval v Germinal Beerschot.

### Ajax
Ajaxovi mladinski šoli se je pridružil v letu 2000. Leta 2004 je debitiral v prvi ekipi pri 15 letih. Zaigral je na gostujoči tekmi proti Volendamu, ki jo je Ajax dobil z 2:0. To je bil njegov edini nastop v sezoni, v kateri je Ajax osvojil državno prvenstvo. V sezoni 2004-05 je bil posojen v RKC Waalwijk. V tem času ni redno igral v prvi ekipi, a je zbral 13 nastopov na katerih je dosegel 3 gole.
Njegov vzpon se je začel ob vrnitvi v Ajax, ko je z ekipo osvojil državni pokal. Z dobrimi nastopi si je v isti sezoni prislužil vpoklic v Belgijsko državno reprezentanco. Ajax je osvojil pokal Johana Cruijffa in državni pokal tudi naslednjo sezono. Leta 2007 so drugič zapored osvojili pokal Johana Cruijffa.  Ustvaril je dvojec s kolegom iz mladinske šole Johnom Heitingo, ko je ta odšel v Španijo pa še z Janom Vertonghenom. Ko je sredi sezone klub zapustil Klaas-Jan Huntelaar, je kapetanski trak prevzel Vermaelen in vodil ekipo do konca sezone 2008-09.

### Arsenal
Vermaelen je 19. junija 2009 iz Ajax prestopil v Arsenal. Začetna ponudba je bila 10 milijonov €, ki je bila kasneje zvišana na 12 milijonov €.Prevzel je številko 5, ki se je sprostila, ko je Kolo Toure prestopil v Manchester City. Skupaj z Williamom Gallasom sta tvorila prvi branilski dvojec ekipe. V Premier League je debitiral 15. avgusta 2009 na tekmi proti Evertonu, na kateri je tudi dosegel gol v 37. minuti.S tem je postal 84. igralec Arsenala, ki je zadel na debiju. Na uradni strani kluba arsenal.com so ga navijači Arsenala izglasovali za igralca meseca dvakrat zaporedin mu dali vzdevek 'Verminator'.Postal je znan kot branilec, ki tudi dosega gole.Za svoje dosežke je bil nominiran za Belgijskega športnika leta in bil v izboru najboljše ekipe sezone v Premier League.
V pripravljalnem obdobju sezone 2010-11 je ob odsotnosti kapetana Cesca Fabregasa in nadomestnih kapetanov Manuela Almunie in Robina van Persieja, nosil kapetanski trak na tekmi proti AC Milanu.

### Barcelona
9 Avgusta 2014 je prestopil iz Londoskega Arsenal v Barcelona za 19 miljonov  evrov. Vendar zaradi poškodb še za nov klub ni nastopil.

## Mednarodna kariera
Kot mladinec je Vermaelen leta 2004 sodeloval v evropskem prvenstvu pod 19 let in leta 2007 evropskem prvenstvu pod 21 let. Marca 2006 je pri 20ih letih starosti je imel debi za belgijsko nogometno reprezentanco v tekmi proti Luksemburgu. 8. oktobra 2009 je postal belgijski kapetan pred kvalifikacijskimi tekmami za Svetovno prvenstvo v nogometu 2010 proti Turčiji in Estoniji. Ponovno je bil vpoklican za tekmo proti za tekmo proti madžarski 14. novembra in je dosegel svoj prvi gol za reprezentanco po podaji Edena Hazarda.

## Klubska statistika
| Klub                     | Sezona           | Liga    | Liga | Liga   | Pokal   | Pokal | Pokal  | Evropa  | Evropa | Evropa | Skupno  | Skupno | Skupno |
| Klub                     | Sezona           | Nastopi | Goli | Podaje | Nastopi | Goli  | Podaje | Nastopi | Goli   | Podaje | Nastopi | Goli   | Podaje |
| ------------------------ | ---------------- | ------- | ---- | ------ | ------- | ----- | ------ | ------- | ------ | ------ | ------- | ------ | ------ |
| Ajax                     | 2003–04          | 1       | 0    | 0      | 0       | 0     | 0      | 0       | 0      | 0      | 1       | 0      | 0      |
| RKC Waalwijk (na posoji) | 2004–05          | 13      | 3    | 0      | 0       | 0     | 0      | 0       | 0      | 0      | 13      | 3      | 0      |
| Ajax                     | 2005–06          | 29      | 2    | 0      | 0       | 0     | 0      | 5       | 0      | 0      | 34      | 2      | 0      |
| Ajax                     | 2006–07          | 24      | 0    | 0      | 3       | 0     | 0      | 7       | 0      | 0      | 34      | 0      | 0      |
| Ajax                     | 2007–08          | 20      | 1    | 0      | 0       | 0     | 0      | 2       | 0      | 0      | 22      | 1      | 0      |
| Ajax                     | 2008–09          | 31      | 4    | 0      | 0       | 0     | 0      | 9       | 1      | 0      | 40      | 5      | 0      |
| Skupno                   | Skupno           | 118     | 10   | 0      | 3       | 0     | 0      | 23      | 1      | 0      | 144     | 11     | 0      |
| Arsenal                  | 2009–10          | 33      | 7    | 1      | 1       | 0     | 0      | 11      | 1      | 1      | 45      | 8      | 2      |
| Arsenal                  | 2010–11          | 3       | 0    | 0      | 0       | 0     | 0      | 0       | 0      | 0      | 3       | 0      | 0      |
| Skupno                   | Skupno           | 36      | 7    | 1      | 1       | 0     | 0      | 11      | 1      | 1      | 45      | 8      | 2      |
| Skupno v karieri         | Skupno v karieri | 154     | 17   | 1      | 4       | 0     | 0      | 34      | 2      | 1      | 189     | 19     | 2      |

## Zadetki zabelgijsko nogometno reprezentanco
Prva številka pri rezultatih predstavlja izkupiček Belgije.
| #  | Datum            | Prizorišče                        | Nasprotnik | Izid | Končni rezultat | Tekmovanje         |
| -- | ---------------- | --------------------------------- | ---------- | ---- | --------------- | ------------------ |
| 1. | 14 November 2009 | Jules Ottenstadion, Gent, Belgija | Madžarska  | 2–0  | 3-0             | Prijateljska tekma |

## Dosežki

### Klub
Ajax
- KNVB pokal: 2005–06, 2006–07
- Johan Cruijff pokal: 2006, 2007

### Individualno
- PFA Ekipa leta: 2009–10